# 断見
断見（だんけん）とは、因果の法則を無視して、人が一度死ねば、断滅してしまい二度と生まれることがないとする見解で、断滅論（ucchedavādā）ともされ、邪見のひとつ。反対語は常見（じょうけん）。
原始仏教、つまり釈迦が在世の頃にあった六十二見のうちの1つで、この世界・世間や我（アートマン）の断滅を主張したものである。「見（ディッティ）」とは見解・意見・見方のこと。
人の一生・人生はこの世の一回限りであるとして、死後やその運命を否定して、この世における善と悪の行為やその果報を無視し否定する見解をいう。六師外道の順世派（アジタ・ケーサカンバリン）などが登場する。長部梵網経では「肉体は壊れることにより断滅し、死後は存在しない」と述べている。
断見の反対語は常見といい、この世は永遠で不滅であるという見方（常住論, sassatavādā）であるが、仏教では無記を説き、両方の偏った見方に依らない、不断不常の中道を宗旨とした。
なお、大乗仏教の教義が発展すると、不断不常の中道から、対立する見解とは違う次元で如来我すなわち仏性の常住を説くようになった。

## 抜粋
santi bhikkhave eke samaṇabrāhmaṇā ucchedavādā sato sattassa ucchedaṃ vināsaṃ vibhavaṃ paññāpenti sattahi vatthūhi.(中略)...

Idha bhikkhave ekacco samaṇo vā brāhmaṇo vā evaṃvādī hoti evaṃdiṭṭhi: 'yato kho bho ayaṃ attā rūpī cātummahābhūtiko mātāpettikasambhavo kāyassa bhedā ucchijjati vinassati na hoti parammaraṇā. Ettāvatā kho bho ayaṃ attā sammā samucchinno hotī'ti. 
比丘たちよ、一部の沙門婆羅門たちは断滅論者であり、七つの根拠から、存在している衆生は断滅し、消失し、虚無となると説く。	(中略)...

比丘たちよ、そのような一部の沙門婆羅門は、このように述べ、このような見を持つ者である。

友よ、我（アートマン）は有色で、四大元素からなり、父母からなり、肉体が壊れれば断滅し消失し、死後は存在しない。友よ、これが、我が完全に断滅するということである、と。
—パーリ仏典, 長部 梵網経, Sri Lanka Tripitaka Project